# Kněžice (okres Chrudim)
Kněžice jsou obec v okrese Chrudim v Pardubickém kraji. Žije zde 141 obyvatel.

## Historie
První písemná zmínka o vesnici pochází z roku 1437.
Dne 28. února 1937 byl založen místní sbor dobrovolných hasičů.

### Seznam starostů a předsedů MNV
- Kroufek
- Václav Petržilka
- Václav Labuť
- František Nejepínský
- Josef Novosád
- František Kosina (?–1877)
- Josef Tuhý (1877–1908)
- Matěj Ronovský (1909–1919)
- Josef Labuť (1919–1938)
- Stanislav Petržílka (1938–1945, 1946–1948 předseda MNV)
- Bohumil Homolka (1948–1949)
- Jaroslav Holoubek (1949)
- Josef Holoubek (1949–1950)
- Stanislav Novosád (1950–1961)
- Jaroslav Fejtek (1961–1971)
- Josef Morava (1972–1974) – po roce 1974 spadá obec Kněžice pod MNV Ronov nad Doubravou
- Stanislav Filka (1974–1990)
- Ladislav Procházka (1990–1992) – v roce 1992 se obec opět osamostatnila
- Miloš Bačkora (1992–2002)
- Zdeněk Zeman (2002–2010)
- Jiří Ronovský (2010–2018)
- Lucie Vojtíšková (2018–dosud)

## Pamětihodnosti
- Kostel svatého Martina se hřbitovem (farnost Ronov nad Doubravou), románský s gotickým presbytářem
- Kaplička z roku 1930 se jmény padlých[ujasnit] na návsi